# Edwin Brienen’s Hysteria
Hysteria (Originaltitel: Edwin Brienen's Hysteria) ist ein politischer Horrorfilm aus dem Jahr 2006. Regie führte Edwin Brienen, die Hauptrolle spielte Brienens Muse Eva Dorrepaal.

## Handlung
„Hysteria“ erzählt die Geschichte von Lara, einer Frau, die in ihrem eigenen Albtraum gefangen ist. Nachdem ein fremder, maskierter Mann versucht hat sie zu vergewaltigen, flüchtet sie in ein mysteriöses Haus in den Hügeln. Doch dieses Haus wird von einer exzentrischen und degenerierten Familie bewohnt. Eine sexuelle Spannung zwischen Quentin und seiner Schwester Daphne füllt das Zimmer. Auch steht ein Sarg mit dem toten Vater der Geschwister herum. Der pervertierte Butler rennt bedrohend hin und her. Lara beginnt zu begreifen, dass sie einfach von Albtraum zu Albtraum geflohen ist. Sie bereitet sich selbst auf den kommenden Terror vor.

## Kritik
„‚Hysteria‘ folgt in düsteren Schwarzweißbildern einer Frau, die von einem drastischen Alptraumszenario ins nächste taumelt. Dem Zuschauer verlangt Brienen dabei mit Gewalt, nekrophilen Perversionen und Opern-Karaoke so viel Geduld ab wie den sehr leidensfähigen Figuren. Eine bittere, unverschämt billige Melange aus Avantgarde-Zitaten, Fassbinders Dekadenz-Tableaus und den seriellen Grausamkeiten von Die 120 Tage von Sodom.“

„Edwin Brienen macht es schier unmöglich, diesen Film simpel zur Berieselung zu betrachten und verarbeitet ein ganzes Bündel dessen, was die Gesellschaft in Europa als unangenehm bösartig empfindet. Eine simple Klassifizierung in ein Genre oder eines Inhalts käme dem Versuch gleich, ein satanisches Ritual mit einer erklärenden Formel zu entmystifizieren. Einem solch zweckgebundenen Akt ähnelt das Stilmittel der rhythmischen Wiederholung, denn eines ist ‚Hysteria‘ formaltechisch wie inhaltlich gewiss nicht: leicht verdauliche Unterhaltung.“

## Hintergrund
- Die Kameraarbeit übernahm Edwin Brienen selbst.
- Der Film wurde 2008 von Filmfreak Distribution in den Beneluxländer auf DVD veröffentlicht.